# Arfa Karim Randhawa
Arfa Karim Randhawa (Urdu: ارفع کریم رندھاوا‎) (Faisalabad, 2 de fevereiro de 1995 - Lahore, 14 de janeiro de 2012) foi uma especialista em informática paquistanesa. Ficou conhecida por se tornar em 2004 a pessoa mais jovem do mundo a receber o Certificado Profissional da Microsoft com apenas 9 anos.

## Biografia
Arfa nasceu na cidade de Faisalabad e se interessou por tecnologia quando seu pai lhe comprou um computador, e começou a operar computadores aos seis anos. Em maio de 2005, quando recebeu a certificação, afirmou que estudou durante quatro meses para passar no teste. 
Em julho de 2005, a jovem conheceu o fundador da Microsoft, Bill Gates, no campus da companhia em Redmond, nos Estados Unidos. O encontro de Arfa com Gates foi parte de uma visita patrocinada pela Microsoft para apresentar melhor a menina à companhia, e para dar uma chance de os empregados conhecerem a garota. A semana incluiu os laboratórios e uma série de encontros informais com executivos, inclusive do grupo paquistanês.

## Morte
Estava internada na Unidade de Terapia Intensiva (UTI) desde 22 de dezembro de 2011 e morreu de infarto aos 16 anos.